# Takahiro Tanaka
Takahiro Tanaka (田中 貴大 Tanaka Takahiro?, nacido el 22 de noviembre de 1993 en Tokio) es un futbolista japonés que se desempeñaba como defensa.

## Trayectoria

### Clubes
| Club              | País  | Año         |
| ----------------- | ----- | ----------- |
| Tokyo Verdy       | Japón | 2012 - 2014 |
| FC Machida Zelvia | Japón | 2013        |
| Briobecca Urayasu | Japón | 2015 -      |

## Estadística de carrera

### J. League
| Club        | Año   | J. League | J. League | Copa J. League | Copa J. League | Total | Total |
| Club        | Año   | Part.     | Goles     | Part.          | Goles          | Part. | Goles |
| ----------- | ----- | --------- | --------- | -------------- | -------------- | ----- | ----- |
| Tokyo Verdy | 2012  | 5         | 0         | -              | -              | 5     | 0     |
| Tokyo Verdy | 2014  | 5         | 0         | -              | -              | 5     | 0     |
| Total       | Total | 10        | 0         | 0              | 0              | 10    | 0     |